# Spirano
Spirano är en ort och kommun i provinsen Bergamo i regionen Lombardiet i Italien. Kommunen hade 5 802 invånare (2018).